# Six Feet Down Under
Six Feet Down Under — лімітований ювілейний концертний мініальбом американського хеві-метал-гурту Metallica. Він вийшов ексклюзивно в Австралії та Новій Зеландії 20 вересня 2010 року на лейблі Universal Music. Він продавався лише в музичних магазинах Trans-Tasman, онлайн-магазині Metallica та iTunes. Мініальбом містить фан-записи восьми концертних пісень з архіву гурту, які ніколи не були видані (по дві пісні з кожного австралійського туру).

## Трек-лист
| #     | Назва                        | Recorded                                               | Тривалість |
| ----- | ---------------------------- | ------------------------------------------------------ | ---------- |
| 1.    | «Eye of the Beholder»        | May 4, 1989 at Festival Hall, Melbourne                | 6:33       |
| 2.    | «...And Justice for All»     | May 4, 1989 at Festival Hall, Melbourne                | 9:53       |
| 3.    | «Through the Never»          | April 8, 1993 at the Entertainment Centre, Perth       | 3:40       |
| 4.    | «The Unforgiven»             | April 4, 1993 at the National Tennis Centre, Melbourne | 7:02       |
| 5.    | «Low Man's Lyric» (acoustic) | April 11, 1998 at the Entertainment Centre, Perth      | 7:00       |
| 6.    | «Devil's Dance»              | April 12, 1998 at the Entertainment Centre, Perth      | 5:49       |
| 7.    | «Frantic»                    | January 21, 2004 at the Entertainment Centre, Sydney   | 7:46       |
| 8.    | «Fight Fire with Fire»       | January 19, 2004 at the Entertainment Centre, Brisbane | 5:09       |
| 52:47 |                              |                                                        |            |

## Персонал
- Джеймс Хетфілд — вокал, ритм-гітара
- Ларс Ульріх — барабани
- Кірк Хамметт — соло-гітара, бек-вокал
- Джейсон Ньюстед — бас, бек-вокал на треках 1–6
- Роберт Трухільо — бас, бек-вокал на треках 7–8